# Abraham Stavans
Abraham Stavchansky Altschuler (Ciudad de México, 1 de enero de 1933-Ciudad de México, 5 de marzo de 2019), conocido como Abraham Stavans, fue un actor mexicano. Es recordado por haber interpretado al personaje del «dueño de la feria» y por personificar a un ««cliente de la fonda de Doña Florinda», en la serie El Chavo del 8. 

## Primeros años
Abraham Stavans nació el 1 de enero de 1933 en la Ciudad de México, hijo de padre judío de origen ruso y madre canadiense. Stavans comenzó sus estudios de teatro en 1949 durante la Época de oro del cine mexicano bajo la guía de los directores José de Jesús Aceves y Seki Sano, en el Instituto Andrés Soler de la Asociación Nacional de Actores (ANDA), de la que era socio honorario, en el Actor's Studio, en la ciudad de Nueva York, y en Londres, donde cursó dirección teatral.

## Carrera
Debutó como actor a los 20 años de edad con la obra Las cinco preciosidades francesas y con Prueba de fuego, de Arthur Miller, en tanto que, como director, comenzó su labor con Frío almacenaje, de 1981, hasta sumar más de 45 puestas sobre los escenarios teatrales como histrión y como director.
En cuanto a televisión, es recordado por su trabajo en El Chapulín Colorado, al igual que programas como Papá soltero, La cosquilla, Y ahora Silvia, con Silvia Pinal y Antojitos mexicanos.
También actuó en más de 25 telenovelas, entre ellas El vuelo del águila, Mundo de juguete, Tres mujeres, Camila, Soledad, Chispita, Mi querida Isabel, Rebelde y La otra.
Otra faceta de su carrera fue como maestro, con cursos como Psicoteatro para crecimiento personal, que impartió con su esposa Ofelia, además de escribir juntos el libro Psicoteatro. Hacia el crecimiento personal. Tuvo tres hijos, Ilan, Darien y Liora Stavchansky.

### Muerte
El 5 de marzo de 2019, Stavans falleció en la Ciudad de México a los 86 años de edad, por causas no reveladas. El destino final de sus restos es desconocido.

## Filmografía
- Cananea (1978)
- El Chavo (1979)... cliente del restaurante (1 episodio) y el dueño de la feria (2 episodios)
- Pelusita (1980)... Vincenzo
- Soledad (1981)... Sebastián
- Vanessa (1982)... Nicolás
- Marionetas (1986)… Padre de Alejandra
- Cicatrices del alma (1986)... Ramiro
- La sonrisa del diablo (1992)...
- Baila conmigo (1992)... Jacobo
- Ángeles sin paraíso (1992)... Dr Gálvez
- Chespirito (1990 y 1994)... Turista Americano
- A ritmo de salsa (1994)... Ramón
- Sucesos distantes (1996)... Pablo Mazur
- Mi querida Isabel (1997)... Medina
- Camila (1998)... Sacerdote
- Tres mujeres (1999)... Padre Mateo
- Mi destino eres tú (2000)... Francisco Canseco
- Original Sin (2001)... Mr. Gutiérrez
- Piel de otoño (2005)... Arcadio
- Rebelde (2005-2006)... Joel Huber
- Pablo y Andrea (2005)... Ramus
- Mujer, casos de la vida real (2006)
- Las dos caras de Ana (2007)... Franco
- Lola, érase una vez (2007-2008)... Ernesto
- Morirse está en hebreo (2007)... Balkoff
- Querida enemiga (2008)... Santiago Arredondo